# ويليام مراد
ويليام مراد (بالإنجليزية: William Murat)‏ هو سياسي أمريكي، ولد في 4 ديسمبر 1957. حزبياً، نشط في الحزب الديمقراطي. وقد انتخب عضو جمعية ولاية ويسكونسن.